# Riserva naturale del Colle di Buccione
La riserva naturale del Colle di Buccione è un'area naturale protetta situata sulla riva sud-est del Lago d'Orta nei comuni di Gozzano e Orta San Giulio, in provincia di Novara. La riserva è stata istituita dalla regione Piemonte con legge regionale del 1993.

## Territorio
La Riserva si trova a un'altezza compresa tra i 300 e i 458 m. s.l.d.m. e si estende su di una superficie di circa 30 ettari compresa tra la riva sud-est del Lago D'Orta e il Colle di Buccione, in provincia di Novara, nelle vicinanze della Riserva naturale del Monte Mesma.
La zona, che appartiene sia al comune di Gozzano sia ad Orta San Giulio, presenta un aspetto paesaggistico e boschivo importante e una torre medievale di notevole pregio storico e architettonico.

## Accesso
La riserva è raggiungibile da Gozzano e da Orta San Giulio, risalendo la strada per Miasino. Per arrivare alla Torre di Buccione è necessario seguire un sentiero pedonale di circa 10-15 min.
L'area, inoltre, è raggiungibile anche in treno: giunti alla stazione di Bolzano Novarese bisogna proseguire a piedi per circa 2 Km.

## Flora
L'area collinare è ricca di vegetazione, infatti è interamente ricoperta da boschi di castagno e di quercia. Nel territorio si possono ancora intravedere le fenditure rimaste a causa dell'estrazione del porfido.

## Castello di Buccione
Dentro la riserva, sulla sommità del Colle Buccione, si trovano i resti di un castello e una torre medievale fortificata alta 23 m., costruita intorno al 1200, nota con il nome di Castello di Buccione o Torre di Buccione; utilizzata in passato per segnalare eventuali pericoli.